# Боун Гап (Илиноис)
Боун Гап (енгл. Bone Gap) град је у америчкој савезној држави Илиноис.

## Демографија
По попису из 2010. године број становника је 246, што је 26 (-9,6%) становника мање него 2000. године.
| Група             | 2000.       | 2010.       |
| Белци             | 270 (99,3%) | 239 (97,2%) |
| Афроамериканци    | 0 (0,0%)    | 1 (0,4%)    |
| Азијати           | 1 (0,4%)    | 0 (0,0%)    |
| Хиспаноамериканци | 0 (0,0%)    | 6 (2,4%)    |
| Укупно            | 272         | 246         |